# Поулсен, Кевин
Ке́вин Ли По́улсен (англ. Kevin Lee Poulsen; род. 30 ноября 1965, Пасадина, Калифорния, США), более известный как Dark Dante — бывший хакер, получил общественную известность благодаря взлому телефонных линий лос-анджелесской радиостанции KIIS-FM. Этот взлом позволил ему выиграть многие ценные призы.
ФБР начало поиски Поулсена после того, как тот взломал их базу данных и получил доступ к засекреченной информации, касающейся прослушивания телефонных разговоров. Специализация Поулсена касалась телефонных линий, и он часто взламывал телефонные линии станций. Поулсен также восстановил старые телефонные номера Yellow Pages для своего друга, который владел виртуальным эскорт-агентством. Поулсен был похож на нерешаемую задачу, но вскоре был пойман и осужден на 5 лет.

## Биография
Кевин Поулсен родился в Пасадине, штат Калифорния, 30 ноября 1965 года.
1 июня 1990 года Поулсен взломал телефонные линии радиостанции Лос-Анджелеса KIIS-FM, сделал себя 102-м абонентом, выигравшим в качестве главного приза машину Porsche 944 S2.
После того как взломом занялось Федеральное бюро расследований Поулсен ушел в подполье, не желая попасть в тюрьму. Через некоторое время компания, у которой Поулсен арендовал помещение, очистила его в связи с тем, что Поулсен долгое время не уплачивал арендную плату, после чего было обнаружено многочисленное компьютерное оборудование, которое затем было предоставлено в ФБР в качестве доказательств совершения разных киберпреступлений. Поулсен был арестован в апреле 1991 года после расследования, проведенного Джоном МакКлургом. 
В июне 1994 года Поулсен признал себя виновным по семи пунктам обвинения в преступном заговоре, мошенничестве и прослушивании телефонных разговоров. Он был приговорен к пяти годам лишения свободы с отбыванием наказания в федеральной тюрьме и запретом использования компьютеров или интернета в течение трех лет после его освобождения. Он стал первым американцем, который был освобожден из тюрьмы с приговором, который запретил ему использовать компьютеры и интернет после отбытого тюремного заключения. При этом Крис Ламприхт был приговорен до этого с запретом на пользование интернетом 5 мая 1995 года, но Поулсен был освобожден из тюрьмы перед Лампрохтом и начал отбывать судебный запрет раньше него. Впоследствии офицер по условно-досрочному освобождению позволил Поулсену использовать интернет в 2004 году с определенными ограничениями. 

### Журналистика
Кевин Поулсен стал профессиональным журналистом после освобождения из тюрьмы, для того, чтобы максимально дистанцироваться от своего преступного прошлого. Поулсен устроился в калифорнийскую  исследовательскую фирму по обеспечению безопасности, где он начал писать новости о компьютерной безопасности и взломах в начале 2000 года. Несмотря на относительно поздний заход на рынок технологических средств массовой информации, SecurityFocus News смогла сделать свое имя в мире технических новостей во время работы Кевина Поулсена в компании. Впоследствии SecurityFocus News была приобретена компанией Symantec. Поулсен покинул SecurityFocus в 2005 году, после чего стал работать фрилансером и реализовать свои личные проекты. В июне 2005 года он стал старшим редактором Wired News, в котором завел свой блог 27BStroke6, позже переименованный в Threat Level.
В октябре 2006 года Поулсен опубликовал информацию, подробно описывающую успешный поиск зарегистрированных сексуальных преступников, использующих социальную сеть MySpace для совращения несовершеннолетних. По результатам его работы были определены 744 зарегистрированных пользователей в сети MySpace, занятых поиском детей для совращения, один из них, Эндрю Лабрано, был арестован.
В июне 2010 года Поулсен опроверг первоначальную историю об аресте военнослужащего США Челси Мэннинг, опубликовав журналы чатов Мэннинга с Адрианом Ламо касательно проекта Wikileaks. 
В июне 2019 года Поулсен был обвинен в доксинге Шона Брукса, 34-летнего сторонника Дональда Трампа, живущего в Бронксе, после того как Поулсен раскрыл свою личность в статье, опубликованной в Daily Beast 1 июня 2019 в отношении фальшивого видео, на котором присутствовала председатель Палаты представителей США Нэнси Пелоси.